# Dinoponera longipes
Dinoponera longipes é uma espécie de formiga do gênero Dinoponera, pertencente à subfamília Ponerinae.